# Circles (George Harrison)
"Circles" is een nummer van de Britse muzikant George Harrison. Hij schreef het oorspronkelijk voor zijn band The Beatles, die het wel opnamen maar niet uitbrachten. In 1982 bracht Harrison het uit op zijn soloalbum Gone Troppo. De versie van The Beatles verscheen in 2018 voor het eerst op de heruitgave ter gelegenheid van de vijftigste verjaardag van het album The Beatles.

## Achtergrond
Harrison schreef "Circles" in 1968 nadat The Beatles in India waren geweest voor het beoefenen van transcendente meditatie. Het nummer gaat over reïncarnatie en bevat citaten van de Chinese filosoof Laozi. In deze periode sloot Harrison zich ook aan bij de Hare Krishna-beweging, en veel nummers die hij destijds schreef zijn hierdoor geïnspireerd.
Toen The Beatles terugkeerden naar het Verenigd Koninkrijk, namen zij in het huis van Harrison demoversies van een groot aantal nummers die zij in India hadden geschreven op. Een aantal van deze nummers zouden uiteindelijk op hun album The Beatles verschijnen. Ook van "Circles" werd een demo opgenomen, maar er werd niet voor gekozen om een volledige versie voor het album op te nemen. Ook de andere Harrison-composities "Sour Milk Sea" en "Not Guilty" stonden niet op de tracklijst. Een mogelijkheid waarom juist de nummers van Harrison van het album werden weggelaten, is omdat John Lennon en Paul McCartney hun eigen nummers beter vonden dan die van Harrison.
De demoversie van "Circles" stond jarenlang op bootlegalbums, voordat de demoversie in 2018 voor het eerst officieel werd uitgebracht op de heruitgave ter gelegenheid van de vijftigste verjaardag van The Beatles. Ook alle andere demo's die bij Harrison thuis waren opgenomen staan op deze heruitgave en staan bekend als de "Esher demos".
In 1978 herontdekte Harrison "Circles" en "Not Guilty" tijdens de opnamen van zijn soloalbum George Harrison. "Not Guilty" kwam op dit album terecht, maar "Circles" bleef onuitgebracht. Pas in 1982 deed Harrison een nieuwe poging om dit nummer op te nemen tijdens de sessies voor zijn album Gone Troppo. Op dit punt in zijn leven had Harrison al enige tijd afstand genomen van zijn Hare Krishna-verleden; desondanks besloot hij om "Circles" nieuw leven in te blazen. Op het nummer wordt Harrison begeleid door onder meer Billy Preston, Jon Lord en Mike Moran. Het werd uitgebracht als de laatste track op Gone Troppo. In februari 1983 stond het ook op de B-kant van de Amerikaanse versie van de single "I Really Love You".